# 13180 Фуркруа
13180 Фуркруа (13180 Fourcroy) — астероїд головного поясу, відкритий 18 квітня 1996 року.
Тіссеранів параметр щодо Юпітера — 3,174.